# Zespół gitar elektrycznych
Zespół gitar elektrycznych – album zespołu Voo Voo.

## Opis
W dyskografii zespołu jest to płyta chronologicznie wydana jako szósta w 1991 roku, choć została nagrana jako czwarta w 1987 roku. Na płycie wyjątkowo nie ma stałego członka zespołu Mateusza Pospieszalskiego (według opisu na płycie jest on „nieobecny, usprawiedliwiony”), który według Wojciecha Waglewskiego wyjechał z zespołem Maanam na zagraniczny występ do Danii lub Finlandii w czasie nagrywania płyty. Wszystkie teksty i kompozycje Wojciecha Waglewskiego z wyjątkiem utworu „Riders on the Storm” zespołu The Doors.
Pierwsze wydanie na cd ukazało się w 1991 roku nakładem Digitonu nr katalogowy DIG 105, tłoczone w Niemczech (made in Germany), dodruk z tym samym numerem katalogowym został dokonany w Austrii (Koch International). Obie edycje uważane są powszechnie za wydania pierwsze, choć wśród archiwistów tłoczenie z czarnym logo zespołu (na samej cd) wskazuje na wydanie, może nie promocyjne, ale bardzo rzadkie.
W 2013 roku reaktywowany Klub Płytowy Razem wydał limitowaną (około 500 sztuk) reedycję albumu w formie digipaku z okładką różniącą się od tej z pierwszego wydania płyty – obecna okładka została zaprojektowana dla winylowej edycji płyty w 1988 roku przez Mirosława Makowskiego, jednak z powodu upadku wydawnictwa wersja LP nigdy się nie ukazała. Nagrania nie zostały poddane remasteringowi.

## Lista utworów
| 1.  | „No co to ma być”                                  | 3:25  |
|     |                                                    |       |
| 2.  | „Nim stanie się tak, jak gdyby nigdy nic nie było” | 3:38  |
|     |                                                    |       |
| 3.  | „To nie jest przewidziane”                         | 4:11  |
|     |                                                    |       |
| 4.  | „Dzwon i młot”                                     | 2:59  |
|     |                                                    |       |
| 5.  | „Drugiego dnia rano”                               | 4:41  |
|     |                                                    |       |
| 6.  | „Co robią moje nogi”                               | 3:54  |
|     |                                                    |       |
| 7.  | „Możesz zabrać mi połowę”                          | 3:06  |
|     |                                                    |       |
| 8.  | „Pochyliłem się nad sobą”                          | 3:58  |
|     |                                                    |       |
| 9.  | „Zwaliło mnie z nóg”                               | 3:54  |
|     |                                                    |       |
| 10. | „Riders on the Storm”                              | 3:09  |
|     |                                                    |       |
|     |                                                    | 36:55 |
|     |                                                    |       |

## Twórcy
- Wojciech Waglewski – gitary, śpiew
- Jan Pospieszalski – gitara basowa
- Andrzej Ryszka – perkusja

oraz
- realizacja nagrań – Wojciech Przybylski
- projekt okładki – Mirosław Ryszard Makowski